# Physoderma asphodeli
Physoderma asphodeli är en svampart som först beskrevs av de Bary, och fick sitt nu gällande namn av Karling 1950. Physoderma asphodeli ingår i släktet Physoderma och familjen Physodermataceae.   Inga underarter finns listade i Catalogue of Life.